# Challenger 3
Le Challenger 3 (CR3) est un char de combat principal britannique en développement pour l'armée britannique. Il sera produit en convertisant des chars Challenger 2 existants par la coentreprise anglo-allemande Rheinmetall BAE Systems Land.
Les améliorations apportées au Challenger 2 ont commencé en 2005 sous le nom de « programme de capacité et de maintien en puissance » pour maintenir la compétitivité du Challenger 2 jusque dans les années 2030. Le manque de financement a fait que ce n'est qu'en 2014 que le programme a été officiellement réorganisé en « Challenger 2 Life Extension Programme » (LEP). En réponse au programme LEP, deux prototypes ont été soumis pour évaluation ; l'un de BAE Systems en 2018 et l'autre de Rheinmetall en 2019. Plus tard cette année-là, BAE et Rheinmetall ont fusionné leurs opérations britanniques dans Rheinmetall BAE Systems Land (RBSL), laissant ainsi la proposition de Rheinmetall la seule option disponible sans remplacer la flotte Challenger 2 par des modèles étrangers.
Le Challenger 3 possède une toute nouvelle tourelle avec une coque améliorée. Le changement le plus important entre le Challenger 2 et le Challenger 3 est le remplacement de l'armement principal du Challenger, passant d'un canon principal rayé 120 mm L30A1 au 120 mm L55A1 lequel est un canon à âme lisse (qui est lui-même une version améliorée du L55 équipant la famille de chars de combat principaux Leopard 2A6/A7) offrant des points communs avec les autres membres de l'OTAN. Les munitions doivent être développées en collaboration avec Rheinmetall AG.
L'entrée en service du Challenger 3 a été avancée à 2025, et non à 2027 comme prévu initialement. Les premières unités devraient être livrées à l’armée britannique en 2025. Au total, 147 chars doivent être produits, pour un coût estimé à 1,17 milliard de dollars américains.

## Histoire
Le Challenger 3 sera le quatrième char de ce nom, le premier étant le Challenger de la Seconde Guerre mondiale, développé à partir du châssis du char Cromwell et armé d'un Ordnance QF 17 pounder. Le second était le Challenger 1 de l'époque de la guerre du Golfe, qui était le char de combat principal de l'Armée britannique du début des années 1980 au milieu des années 1990, lorsqu'il a été remplacé par le Challenger 2 qui a participé à l'action pendant la guerre en Irak en 2003[réf. nécessaire].
En 2005, le ministère de la Défense britannique a reconnu la nécessité d'un programme de maintien des capacités afin de prolonger la durée de vie du Challenger 2 jusqu'au milieu des années 2030 et améliorer sa mobilité, sa létalité et sa capacité de survie. Le programme de capacité et de maintien en puissance devait être achevé avant 2020 et devait combiner toutes les améliorations du CLIP (Challenger Lethality Improvement Programme), y compris l'installation d'un canon à âme lisse de calibre de 120 mm,. En 2014, le programme de capacité et de maintien en puissance avait été remplacé par le programme d'extension de vie (LEP) qui partageait un objectif similaire consistant à remplacer les composants obsolètes et à prolonger la durée de vie du char de 2025 à 2035, mais le canon à âme lisse de calibre 120 mm avait apparemment été abandonné,,.
En 2015, l'armée britannique a donné un aperçu de la portée du LEP, en le divisant en quatre domaines clés, à savoir :
- Surveillance et acquisition d'objectifs : améliorations des viseurs principaux des commandant et tireur, ainsi que remplacement des viseurs d'observation thermiques et de tir par une imagerie thermique de troisième génération.
- Système de contrôle des armes : mises à niveau de l'ordinateur de contrôle de tir, du panneau de contrôle de tir et de l'unité de traitement des armes à feu.
- Mobilité : améliorations comprenant une suspension hydrogaz de troisième génération, une filtration de l'air améliorée, une injection de carburant à rampe commune CV-12, une transmission et un refroidissement.
- Architecture électronique : amélioration des poignées de commande du tireur, architecture de distribution vidéo, interfaces conformes à l'architecture générique du véhicule, traitement embarqué et interface homme-machine améliorés.

Le ministère de la Défense a également commencé à évaluer les systèmes de protection actives sur le Challenger 2, notamment le système "d'obscurant" rapide MUSS et ROSY de Rheinmetall,.
En août 2016, le ministère de la Défense a attribué des contrats de phase d'évaluation à plusieurs entreprises pour le programme de prolongation de vie. Il s'agissait notamment de Team Challenger 2 (un consortium dirigé par BAE Systems et comprenant General Dynamics UK), John Cockerill (entreprise) et Ricardo (entreprise), Rheinmetall et Lockheed Martin UK. En novembre, le ministère de la Défense a sélectionné deux équipes dirigées par BAE Systems et Rheinmetall pour concourir pour le programme d'extension de vie, dont le coût était alors estimé à 650 millions de livres sterling (802 millions de dollars),.
En octobre 2018, BAE Systems a dévoilé son projet de démonstrateur technologique Challenger 2 LEP, le « Black Night ». Les nouvelles améliorations comprenaient un viseur de commandant Safran PASEO, une caméra thermique Leonardo (entreprise) pour le tireur et un viseur nocturne Leonardo DNVS 4[réf. nécessaire]. La tourelle a également reçu des modifications afin d'améliorer la vitesse de déplacement et fournir un plus grand espace ainsi qu'un freinage régénératif pour générer et stocker de l'énergie. D'autres améliorations comprenaient un système d'avertissement laser et un système de protection active.
En janvier 2019, Rheinmetall a dévoilé sa proposition qui comprenait le développement d'une toute nouvelle tourelle avec une architecture électronique entièrement numérique, des viseurs diurnes et nocturnes pour le commandant et le tireur, ainsi qu'un canon Rheinmetall L55 de calibre 120 mm à âme lisse. Bien qu'il s'agisse d'une mise à niveau plus substantielle que Black Night, la tourelle a été développée à l'initiative de Rheinmetall et n'a pas été financée par le ministère de la Défense britannique, et elle ne faisait pas non plus partie des exigences du programme d'extension de vie du ministère de la Défense britannique.
En juin 2019, BAE Systems et Rheinmetall ont formé une coentreprise basée au Royaume-Uni, nommée Rheinmetall BAE Systems Land (RBSL). Malgré la fusion, l'entreprise devait toujours présenter deux propositions distinctes pour le contrat du programme d'extension de vie[réf. nécessaire].
En juillet 2020, Rheinmetall a présenté un véhicule d'essai sur le châssis du Challenger 2, avec une toute nouvelle tourelle, un système de chargement automatique et un puissant canon à âme lisse de calibre de 130 mm, le Rheinmetall Rh-130 L/51. Ce canon est plus lourd de 500 kilogrammes que le 120 mm existant (L/44 ou L/55) et nécessiterait une tourelle plus grande pour fonctionner sur le Challenger 3.
En octobre 2020, le ministère de la Défense s'est opposé à l'achat d'un nouveau char de combat principal à l'étranger considérant que le programme d'extension de vie permettrait d'obtenir un Challenger 2 amélioré, qui serait « comparable – et dans certains domaines même supérieur – au Leopard 2 ou au M1 Abrams ».
La gestion du programme d'extension de vie C2 a été vivement critiquée par le Comité restreint de la Défense le 15 mars 2021. Dans un rapport intitulé "Obsolescent and outgunned: the British Army's blinded Vehicle capacité", il a déclaré que "Bien qu'il ait dépensé environ 50 % du budget alloué (800 millions de livres sterling), le programme n'a pas encore conclu de contrat de fabrication. Le programme a une date de mise en service actuelle fixée à 2025 (initialement prévue pour 2017) et dépasse le budget d'environ 227 millions de livres sterling. Après une décennie d'efforts, cet échec n'a pas permis de répondre aux desiderata (avec un dépassement totalisant désormais plus d'un quart de milliard de livres sterling d'argent public) et des délais (ISD avec sept ans de retard). Néanmoins, cela est symptomatique de la gestion peu stricte des programmes d'équipement de l'armée, tant par l'équipement de la Défense que par le Conseil de l'Armée lui-même, ces dernières années.".
Le 22 mars 2021, Ben Wallace a présenté au Parlement le document de commandement intitulé Defence in a Competitive Age, qui confirmait les projets de l'armée britannique de moderniser 148 chars Challenger 2 pour « environ 1,3 milliard de livres sterling » et de les désigner sous le nom de Challenger 3,. Le ministère de la Défense a confirmé que le contrat avec Rheinmetall BAE Systems Land avait été signé, d'une valeur de 800 millions de livres sterling (1 milliard de dollars américains), le 7 mai 2021. La proposition de mise à niveau plus étendue de Rheinmetall, y compris le nouveau canon de calibre 120 mm, avait été acceptée. La capacité opérationnelle initiale des chars modernisés est alors attendue d’ici 2027, et la pleine capacité opérationnelle devrait être déclarée d’ici 2030. Le Royal Tank Regiment doit être la première unité équipée.

## Sources et références
1. ↑  « Challenger 2 Life Extension Project – Interim » [archive du 4 décembre 2022], Think Defence, 21 novembre 2015
2. ↑  « DVD 2018: BAE Systems displays Challenger 2 LEP nicknamed Black Night » [archive du 20 janvier 2024], Army Recognition, 21 septembre 2018
3. 1 2  (en) « IAV 2019: Rheinmetall unveils proposal for Challenger 2 LEP », sur Default, 23 janvier 2019 (consulté le 9 juillet 2024)
4. ↑  Allison, « Challenger 2 Life Extension Programme decision due late 2020 » [archive du 29 octobre 2023], UK Defence Journal, 14 janvier 2020
5. ↑  « Rheinmetall modernizing the UK's main battle tank Challenger 2 fleet » [archive du 12 mai 2021], Rheinmetall Defence, 10 mai 2021
6. ↑  « partnering-agreement-optimise-tank-ammunition-programme » [archive du 20 juillet 2023], UK Ministry of Defence - Defence Equipment & Support, 27 avril 2023
7. ↑  (en-US) « The United Kingdom accelerates the Challenger 3 tank program », Militarnyi (consulté le 9 juin 2024)
8. ↑  Defence Industrial Strategy: Defence White Paper, London, The Stationery Office, 2005 (ISBN 0101669720, lire en ligne), p. 79
9. ↑  « The King's Royal Hussars: Regimental Journal 2007 » [archive du 25 juillet 2021], King's Royal Hussars (consulté le 29 mars 2021)
10. ↑  « Case Studies in Defence Procurement and Logistics » [archive du 28 mars 2023], Griffith Research Online - Griffith University, 2014 (consulté le 29 mars 2021), p. 236
11. ↑  Ripley, « DVD 2014: UK Challenger 2 LEP numbers may drop » [archive du 30 octobre 2014], Janes, 26 juin 2014 (consulté le 30 octobre 2014)
12. ↑  « Dynamic Security Threats and the British Army - Presentation to RUSI by Sir Nick Carter CGS of the British Army » [archive du 29 mars 2018], Royal United Services Institute, 22 janvier 2018 (consulté le 22 mars 2018)
13. ↑  « The Defence Equipment Plan 2017 » [archive du 28 mars 2023], GOV.UK, 31 janvier 2018 (consulté le 7 mars 2018)
14. ↑  « RTR December 2015 Newsletter » [archive du 5 novembre 2016], Royal Tank Regiment, décembre 2015 (consulté le 5 mai 2016)
15. ↑  « Armour MBT 2025 programme: SRO appointment letter » [archive du 19 septembre 2016], UK Ministry of Defence (consulté le 3 août 2016)
16. ↑  « Active Protection for our Armed Forces » [archive du 30 juillet 2017], DSTL / UK Government, 5 juillet 2016 (consulté le 15 mars 2018)
17. ↑  « BAE Systems' Team Challenger® 2 awarded Assessment Phase for Life Extension Project », BAE Systems,‎ 22 décembre 2016 (lire en ligne [archive du 5 décembre 2022], consulté le 29 mars 2021)
18. ↑  « UK Announces Life Extension Project », Battlespace,‎ 22 août 2016 (lire en ligne [archive du 7 juin 2023], consulté le 29 mars 2021)
19. ↑  Chute, « Field Narrows for UK Battle Tank Modernization » [archive du 23 janvier 2024], Defense News, 2 novembre 2016 (consulté le 14 novembre 2016)
20. ↑  « MOD awards £46M to start Challenger 2 Tank life extension project competition » [archive du 23 décembre 2016], GOV.UK, 22 décembre 2016 (consulté le 22 décembre 2016)
21. 1 2  George Allison, « BAE unveils 'Black Night' – the first fully-upgraded Challenger 2 tank », UK Defence Journal,‎ 8 octobre 2018 (lire en ligne [archive du 19 janvier 2024], consulté le 29 mars 2021)
22. ↑  Sprenger et Chuter, « Rheinmetall, BAE Systems launch joint venture for military vehicles » [archive du 23 janvier 2024], Defense News, 21 janvier 2019 (consulté le 25 janvier 2019)
23. ↑  Sian Grzeszczyk, « Challenger 2 Upgrade Decision Will Not Be Made Until 2021 », Forces News,‎ 1er juillet 2019 (lire en ligne [archive du 18 janvier 2024], consulté le 29 mars 2021)
24. ↑  « Rheinmetall – MBT 130 mm Gun » [archive du 8 mai 2021] [vidéo], YouTube, Rheinmetall, 31 juillet 2020 (consulté le 15 mai 2021)
25. ↑  Hempel, « Why Can't Tanks be Larger? Rheinmetall's 130 mm Gun and the Future of MBTs » [archive du 28 janvier 2023], whitefleet.net, 25 juin 2016
26. ↑  « Written evidence submitted by the Ministry of Defence HCDC Inquiry: Progress in delivering the British Army's armoured vehicle » [archive du 4 décembre 2022], UK Parliament, 6 octobre 2020 (consulté le 30 octobre 2020) : « The Challenger 2 Life Extension Project will be the first significant upgrade since it entered service in 1998...it will be comparable..in certain areas superior – to the latest version of Leopard 2 and Abrams. »
27. ↑  « British tanks would be outgunned by Russian adversaries, MPs warn », ITV News,‎ 14 mars 2021 (lire en ligne [archive du 29 juillet 2023])
28. ↑  « Report: Obsolescent and outgunned: the British Army's armoured vehicle capability », UK Parliament,‎ 15 mars 2021 (lire en ligne [archive du 18 janvier 2023])
29. ↑  « Obsolescent and outgunned: the British Army's armoured vehicle capability: Conclusions and recommendations », UK Parliament,‎ 14 mars 2021 (lire en ligne [archive du 29 mars 2023])
30. ↑  Defence in a Competitive Age, Ministry of Defence, mars 2021 (ISBN 978-1-5286-2462-6, lire en ligne), p. 54
31. ↑  « Future Soldier: Transforming the British Army » [archive du 3 mai 2023], British Army, 22 mars 2021 (consulté le 28 mars 2021), p. 3
32. ↑  Chuter, « Britain awards $1 billion contract to upgrade Challenger 2 tanks » [archive du 10 mai 2021], Defense News, 7 mai 2021